# Romanza per violino e orchestra n. 1 (Beethoven)
La Romanza per violino e orchestra n. 1, op. 40 è un brano per violino e orchestra di Ludwig van Beethoven.

## Storia
Oltre al Concerto op. 61, le uniche altre composizioni terminate di Ludwig van Beethoven per violino e orchestra sono le due romanze: la Romanza n.1 in Sol maggiore, op.40 e la Romanza n.2 in Fa maggiore, op. 50. 
Nella produzione beethoveniana per violino la Romanza op. 40 segue di pochi anni le 3 Sonate per violino e pianoforte op.12 (dedicate ad Antonio Salieri, suo maestro di composizione) composte nel 1797-1798, le Sonate op. 23 e 24 pubblicate nel 1801 ed è contemporanea alle 3 Sonate op.30, scritte a cavallo del 1801-1802 (e dedicate all'imperatore Alessandro I di Russia). La seconda Romanza (op. 50), anche se pubblicata nel 1805, è in realtà anteriore alla prima e la sua composizione risale almeno al 1798.
Non è possibile risalire con certezza alla data di composizione del brano, ma generalmente si fa risalire al biennio 1800-1801. Verosimilmente però nell'ottobre 1802, quando il fratello di Beethoven ne propose inizialmente l'acquisto (poi rifiutato) a Breitkopf & Härtel, la sua stesura era già terminata. In seguito il brano fu pubblicato nel dicembre 1803 da Hoffmeister & Kühnel di Lipsia.
Il brano non venne inizialmente eseguito frequentemente nella sua versione originale per violino e orchestra, ma ottenne straordinaria diffusione e popolarità nei numerosi arrangiamenti (tra cui quello per violino e pianoforte) che proliferarono in seguito alla sua pubblicazione. La prima esecuzione con orchestra del brano fu data probabilmente dal violinista Ignaz Schuppanzigh, per il quale le due Romanze furono entrambe scritte, al Palazzo Augarten di Vienna l'11 maggio 1826. Durante la vita di Beethoven risulta solamente un'altra esecuzione pubblica con orchestra, ad opera dello stesso Schuppanzigh.

## Struttura
La denominazione romanza, originalmente legata a composizioni vocali, era stata applicata in ambito strumentale già a partire dalla metà del XVIII secolo in riferimento a movimenti lenti di sinfonie, concerti solistici o brani caratterizzati dalla presenza di temi di marcata cantabilità: si vedano gli esempi di Mozart (Concerto KV 466, Eine kleine Nachtmusik), Pleyel, Gossec e Dittersdorf. Il titolo Romanza fu assegnato probabilmente in sede di pubblicazione editoriale, in alcune testimonianze beethoveniane viene riportato semplicemente come Adagio per violino con accompagnamento strumentale.
Il brano non riporta indicazione di tempo ed è in tempo tagliato (2/2). La tonalità è sol maggiore. Il violino svolge una chiara funzione melodica, talvolta ripresa dall'orchestra, che tuttavia ha un ruolo preminente di accompagnamento.

## Discografia
- Willi Boskovsky, Mozart Vienna Ensemble, Decca Records, SXL 6436.